# Železnogorsk (Krasnojarský kraj)
Železnogorsk (rusky Железного́рск) je uzavřené město v Krasnojarském kraji v Ruské federaci. Při sčítání lidu v roce 2010 měl bezmála pětaosmdesát tisíc obyvatel.

## Poloha
Železnogorsk leží v blízkosti pravého, východního břehu Jeniseje. Od Krasnojarsku, správního střediska celého kraje, je vzdálen přibližně šedesát kilometrů na severozápad. Nejbližší město je Sosnovoborsk přibližně šestnáct kilometrů na jihozápad.

## Dějiny
Železnogorsk byl založen v utajení v roce 1950 s jménem Krasnojarsk-26 (Красноя́рск-26), neboť sloužil k produkci plutonia pro jaderné zbraně.
Od roku 1954 má status města.
V roce 1994 došlo k přejmenování na běžné jméno Železnogorsk, ale městu zůstal status uzavřeného a nadále je zde nejvýznamnější jaderný průmysl. Také zde sídlí společnost Informacionnyje sputnikovyje sistěmy působící v oblasti umělých družic.

### Rodáci
- Nikolaj Nikolajevič Chrenkov (1984–2014), bobista